# Juliana Rodríguez
Juliana Rodríguez – ekwadorska judoczka.
Uczestniczka mistrzostw świata w 1999. Startowała w Pucharze Świata w 2000. Zajęła piąte miejsce na igrzyskach panamerykańskich w 1999. Wicemistrzni igrzysk Ameryki Południowej w 1998. Srebrna medalistka mistrzostw panamerykańskich w 1998 i brązowa w 1999. Zdobyła dwa medale mistrzostw Ameryki Południowej.